# 2006 en littérature
| Années de la littérature : 2003 - 2004 - 2005 - 2006 - 2007 - 2008 - 2009    |
| Décennies de la littérature : 1970 - 1980 - 1990 - 2000 - 2010 - 2020 - 2030 |

Cet article présente les faits marquants de l'année 2006 en littérature.

## Évènements
- Création à Saguenay de la maison d'édition québécoise La Peuplade par l'écrivaine  Mylène Bouchard et l'écrivain Simon Philippe Turcot. L'ambition était de créer une maison d'édition et un cœur battant de la culture québécoise loin des grands centres urbains du Québec et sans cantonner le projet à une visée régionaliste. Pari réussi quand au début des années 2010 la maison aura déjà reçu de nombreux prix et sera reconnue comme faisant partie d'un renouveau littéraire du Canada francophone, rayonnant en dehors des frontières du pays.
- Ankama Editions, filiale de l'entreprise Ankama, est créée.
- Fondation d'Héliotrope, maison d'édition canadienne francophone, à Montréal.
- L'œuvre de Robert E. Howard, mort 70 ans auparavant, tombe dans le domaine public dans de nombreux pays (notamment dans l'Union européenne).
- 25e anniversaire de la mort de Georges Brassens.

## Presse
- Création du bimestriel Philosophie Magazine

## Parutions

### Bande dessinée
1. Igor et Olaf Boccère, Chambre 121, tome 2, éd. Dynamite. BD érotique.
2. Jee-Yun et Yung, Okiya : La maison des plaisirs défendus, éd. Delcourt, BD érotique.
3. Masashi Kishimoto, Naruto, volumes 21,22,23,24,25,26, éd. Shonen Kana. Mangas.
4. Magnus (italien, 1939-1996), Necron, tome 1, éd. Cornelius, BD érotique.
5. Magnus (italien, 1939-1996), Necron, tome 2, éd. Cornelius, BD érotique.
6. Takao Saitō (japonais), Golgo 13 (1968), éd. Glénat. Un tueur à gages, 140 volumes parus en 38 ans.
7. Voutch, Le Futur ne recule jamais, éd. du Cherche Midi. Humour décalé.
8. collectif : Barzi, Gürsel, Marti et Widenlocher, Blagues coquines, tome 16, éd. Joker. BD érotique.
9. collectif : Di Sano, Gürsel, Lesca et Widenlocher, Blagues coquines, tome 17, éd. Joker. BD érotique.

### Biographies
1. Michèle Cointet, Marie-Madeleine Fourcade, un chef de la Résistance, éd. Perrin.
2. André Glucksmann, Une rage d'enfant, éd. Plon. Autobiographie.
3. Victor Laville avec Christian Mars, Brassens, le mauvais sujet repenti,, éd. de l'Archipel.
4. Lewis Mumford, Herman Melville (titre complet Herman Melville: A Study of His Life and Vision. New York: Harcourt, Brace, and Co., 1929 ; Londres: Jonathan Cape, 1929), traduction en français révisée, Éditions Sulliver.
5. Philippe Noiret, Mémoire cavalière, éd. Robert Laffont.
6. Pierre Onteniente evec Jacques Vassal, Brassens, le regard de "Gibraltar", éd. Fayard-Chorus.
7. Mario Poletti, Brassens me disait, éd. Flammarion.
8. Jacques Pradel, Mes chemins secrets : Y a-t-il des arbres à pain aux îles Sandwich ?, autobiographie.
9. John Reynolds, André Citroën, ingénieur, explorateur, entrepreneur, éd. ETAI.
10. Jean-Pierre Thiollet, Barbey d'Aurevilly ou le triomphe de l'écriture, H & D.

### Essais
1. Michel Bounan, La Folle histoire du monde, Allia.
2. Henri Broch, Gourous, Sorciers et Savants, préface de Georges Charpak), éd. Odile Jacob, coll. « Sciences ».
3. Jean-Pierre Corteggiani : Les Grandes Pyramides : Chronique d’un mythe, coll. « Découvertes Gallimard » (no 501), éd. Gallimard.
4. Jacques Généreux, La Dissociété, éd. Le Seuil, Paris, octobre.
5. Aurore Sabouraud-Séguin, Revivre après un choc: Comment surmonter le traumatisme psychologique, éd. Odile Jacob.

#### Éducation
1. Jean-Charles Terrassier, Les enfants surdoués ou la précocité embarrassante, éd. ESF.

#### Histoire
- Laura Aliprandi et Giorgio Aliprandi (italiens), Les Grandes Alpes dans la Cartographie 1482-1885 : Tome 1, Histoire de la cartographie alpine, traduction Bruno Vigny, éd. Libris, janvier.
- Jean-Louis Brunaux, Les Druides. Des philosophes chez les barbares, éd. Le Seuil.
- Robert C. Davis (universitaire américain), Esclaves chrétiens, maîtres musulmans. L'esclavage blanc en Méditerranée (1500-1800), traduit par Manuel Tricoteaux, éd. Jacqueline Chambon.
- José Frèches, Il était une fois la Chine : 4 500 ans d'histoire, éd. XO, mai.
- Christian Goudineau (sous la direction),Jean-Louis Brunaux, Dominique Garcia, Bernard Lambot, Matthieu Poux, Religion et société en Gaule, éd. Errance.
- Sylvie Goulard, Le Grand Turc et la République de Venise, préface de Robert Badinter, éd. Fayard, novembre.
- Raymond Kévorkian, Le Génocide des Arméniens, éd. Odile Jacob.
- André Larané, Chronologie universelle, éd. J'ai lu, juillet.
- Jacques Marseille, Du bon usage de la guerre civile en France, éd. Perrin. L'affrontement entre Français est une véritable passion nationale.
- Giles Milton, Captifs en Barbarie : L'histoire extraordinaire des esclaves européens en terre d'Islam, Les Éditions Noir Sur Blanc, éd. Payot
- Henri Minczeles, Histoire des Juifs en Pologne, éd. La Découverte.
- Camille Pascal, Le Goût du roi, éd. Perrin, septembre. Biographie de Marie-Louise O'Murphy, maîtresse secrète de Louis XV.
- Anne-Marie Romero, Bibracte : archéologie d'une ville gauloise, éd. Bibracte. Une ville gauloise au cœur du Morvan, capitale des Éduens.
- Claude Sérillon :
  - Les Années 1970, éd. du Chêne. Actualités.
  - Les Années 1980, éd. du Chêne. Actualités.

#### Littérature
1. Pierre Billard, André Gide et Marc Allégret. Le roman secret. Correspondance, 1917-1949, éd. Plon.
2. Hervé Bourges, Léopold Sédar Senghor. Lumière noire, éd. Menges.
3. Georges Brassens, Œuvres complètes. Poèmes, romans, préfaces, chansons, écrits libertaires, correspondances, éd. Le Cherche-Midi. Édition établie par Jean-Paul Liégeois.
4. Philippe Delerm, Maintenant, foutez-moi la paix ! Lire Léautaud, éd. Mercure de France.
5. Maurice Druon, L'aurore vient du fond du ciel, éd. Plon. Mémoires.
6. Jean Dutourd, Les Perles et les cochons, Plon.
7. Jean-Paul Enthoven, La Dernière Femme, éd. Grasset. Chroniques et portraits.
8. Léo Gantelet, Laurent Fouchet (illustrations) et Lucien Gruss (préface), Chevaux de légendes, éd. du Mont. Vingt-trois textes de littérature sur  le thème du cheval.
9. André Gorz, Lettres à D. Histoire d'un amour, éd. Galilée.
10. Armand Guibert, Léopold Sédar Senghor, éd. Seghers.
11. Jean-Luc Guichet, Rousseau, l'animal et l'homme, éd. CERF.
12. Robert Kopp, Baudelaire, édition critique du Spleen de Paris, éd. Gallimard, coll. Poésie.
13. Pascal Sevran, Le Privilège des jonquilles, éd. Albin Michel.
14. Jean Tulard, Dictionnaire du roman Policier, éd. Fayard.

#### Philosophie
1. Michela Marzano, Malaise dans la sexualité. Le piège de la pornographie, éd. Jean-Claude Lattès.
2. Tchouang-Tseu, Les Œuvres de Maître Tchouang, traduction de Jean Levi, Éditions de l'Encyclopédie des Nuisances.

#### Politique
1. Jean-François Daguzan, Terrorisme(s), abrégé d'une violence qui dure, éd. CNRS.
2. Thérèse Delpech, L'Iran, la bombe et la démission des nations, éd. Autrement-Ceri.
3. Chahdortt Djavann, Comment peut-on être français ?.
4. Jürgen Habermas, Sur l'Europe, éd. Bayard.
5. Nicolas Hulot, Pour un pacte écologique, éd. Calmann-Lévy, novembre.
6. Yves Lacoste, Géopolitique de la Méditerranée, éd. Armand Colin, 2006.
7. Pierre-André Taguieff, Le Sens du progrès. Une approche historique et philosophique, éd. Flammarion.

#### Politique en France
1. Serge Audier, Le Socialisme libéral, éd. La Découverte.
2. Jérôme Chartier (UMP), Le Lifting de Marianne : 50 propositions, éd. L'Archipel.
3. Christine Clerc, Tigres et tigresses. Histoire intime des couples présidentiels sous la Ve République, éd. Plon, novembre.
4. Philippe Cohen, Richard Malka et Riss, La Face cachée de Sarkozy, éd. Vents d'Ouest, octobre.
5. Sylvain Crépon, La Nouvelle Extrême droite : enquête sur les jeunes militants du Front national, éd. L'Harmattan.
6. Christophe Deloire et Christophe Dubois, Sexus Politicus, éd. Albin Michel, septembre.
7. Max Gallo, Fier d'être français, éd. Fayard. L'écrivain dénonce les bradeurs de la nation.
8. Franz-Olivier Giesbert, La Tragédie du Président. Scènes de la vie Politique (1986-2006), éd. Flammarion, mars.
9. Martin Hirsch, La pauvreté en héritage, éd. Robert Laffont.
10. Michel Rocard, Peut-on réformer la France ? Entretiens avec Frits Bolkestein, éd. Autrement.
11. Nicolas Sarkozy, Témoignage, éd. XO, juillet.
12. Roger-Gérard Schwartzenberg, 1788 : essai sur la maldémocratie, éd. Fayard.

#### Religions
1. René Guitton, Le Prince de Dieu, éd. Flammarion.

#### Sociétés, sociologie
1. Gérard Leleu, L'Homme (nouveau) expliqué aux femmes, éd. Leduc S.
2. Éric Zemmour, Le Premier sexe, éd. Denoël, 130 p..

### Livres d'Art et sur l'art
1. Jacques Bouzerand, Yves Klein, au-delà du bleu, éd. À Propos, 2006, 64 p.
2. Isabelle Cahn, Le Douanier Rousseau, naïf ou moderne ?, éd. À Propos, 2006, 64 p.
3. Margarita Cappock, Francis Bacon: l'atelier, éd. Bibliothèque des Arts Suisse.
4. Bernard Dupaigne, Le scandale des arts premiers. La véritable histoire du musée du quai Branly, Paris, Mille et une nuits, juin 2006. (Comme son titre l'indique assez, l'ouvrage est très critique, notamment à l'égard de la personne de Jacques Kerchache. L'auteur, Bernard Dupaigne, a été directeur du laboratoire d'ethnologie du musée de l'Homme).
5. Anne-Sophie Molinié, Rembrandt, d'ombre et de lumière, éd. À Propos, 2006, 64 p.
6. David Sylvester, Francis Bacon à nouveau, traduit de l'anglais par Jean Frémon, éd. André Dimanche (édition originale anglaise Thames & Hudson, 2000).

#### Photographie
1. Carole Achache, Des fleurs, éd. Thierry Magnier. Photographies[1],[2].
2. Jean-Claude Gautrand, Willy Ronis, éd. Taschen. Photographies.
3. Annie Leibovitz, La Vie d'une photographe, éd. de la Martinière. La photographe des stars.
4. Nathalie Parienté et Joan Fontcuberta (photographe catalan), Sciences-Friction, éd. Somogy.
5. Jacques Terrasa, Perfida Imago, éd. Le Temps Qu'il Fait. Photographies.
6. Nicolas Reynard, Nids ethniques, éd. Hoëbeke, octobre.
7. Willy Ronis, Ce jour-là, éd. Mercure de France, collection traits portraits. Pour chacune des  50 photos présentées, Willy Ronis revisite sa mémoire et mentionne des conditions particulières de prise de vue.
8. Willy Ronis. Paris éternellement, préface de Daniel Karlin, éd. Hoëbeke.

### Nouvelles
1. Étienne Barilier, Mozart, Casanova, éd. Zoé.
2. François Bott, Le Genre féminin, éd. des Équateurs, février.
3. Vincent Gessler, Fractal, éd. L'Atalante.
4. Vincent Gessler, Au bord de l'Abyme, Lunatique no 73, éd. Eons.
5. Éric-Emmanuel Schmitt, Odette Toulemonde et autres histoires, éd. Albin Michel. Portrait de huit femmes en quête du bonheur.
6. Laurence Cossé, Vous n'écrivez plus ?, éd. Gallimard

### Poésie
1. Linda Maria Baros, La Maison en lames de rasoir, éd. Cheyne.
2. Edward E. Cummings (1894-1962, américain), 95 poèmes, éd. Points.
3. Jacques Dupin, Coudrier, éd. P.O.L.
4. Claude Esteban, Le Jour à peine écrit (1967-1992), éd. Gallimard.
5. Claude Esteban, Trajet d'une blessure, éd. Farrago.
6. Ophélie Jaësan, La mer remblayée par le fracas des hommes.
7. Jean-Claude Lauzon, Jean-Claude Lauzon : Le poète, éd. Art Global.
8. Jacques Roubaud, Cœurs, éd. La Bibliothèque Oulipienne n°155.
9. Sayat-Nova, Odes arméniennes (traduction des 47 odes Élisabeth Mouradian & Serge Venturini), Éditions L'Harmattan, coll. « Poètes des cinq continents ».
10. Léopold Sédar Senghor, Œuvre poétique, éd. Le Seuil / Points.

### Publications
1. Jean-Marie Brohm et Marc Perelman, Le Football, une peste émotionnelle, éd. Folio Actuel.
2. Philippe Delerm, La Tranchée d'Arenberg et autres voluptés sportives, éd. Panama. Les grands moments des sportifs français.
3. Claire Gabillat et Pierrick Hordé, Médecine, mode d'emploi, éd. Flammarion.
4. Fabrice Gaignault, Égéries sixties, éd. Fayard.
5. Fernande Gontier, Homme ou femme? La confusion des sexes, éd. Perrin.
6. Gilles Hiobergary, Connaître, cueillir, utiliser les plantes médicinales des Alpes, éd. Arthéma.
7. Frédéric Lewino, Passions animales : Les mille folies amoureuses de nos amies les bêtes, éd. Grasset.
8. Ariane Massenet, Mères et filles, ce que je voudrais te dire (avec sa sœur Béatrice Massenet), éd. Aubanel. Conversations entre dix-neuf mères et filles célèbres dont Claire Chazal, Sonia Rykiel ou encore Juliette Gréco.
9. Jean-Marie Pelt, Après nous le déluge, auteur avec Gilles-Éric Séralini, éd. Flammarion / Fayard.
10. Pascale Robert-Diard, Dans le ventre de la justice, éd. Perrin.
11. Thierry Roland et Just Fontaine (préface), Mes 100 plus grands joueurs, éd. Larousse, mai.
12. Marc Valleur et Jean-Claude Matysiak (psychiatre), Les pathologies de l'excès : Drogue, alcool, jeux, sexe… Les dérives de nos passions, éd. J-C Lattès, septembre.

#### Cuisine et gastronomie
1. Brigitte Bourny-Romagné, Des épices au parfum, éd. Aubanel. Histoire des épices à travers les siècles et les civilisations. Leur utilisation dans les parfums.
2. François-Régis Gaudry, Mémoires du restaurant, histoire illustrée d'une invention française, éd. Aubanel.
3. Sophie Lacoste, Les Aliments qui guérissent, éd. Leduc S., janvier.
4. Christophe Leroy, Super Brunch !, éd. du Seuil.
5. Kilien Stengel, Aide-mémoire de la gastronomie en France, Éditions BPI

#### Décoration
1. Collectif d'auteurs : Le Guide de la décoration, éd. Captain déco. Décoration.
2. Valérie Damidot, Décoration & bricolage, éd. Hachette Pratique. Décoration.
3. Sonia Lucano, Tout customiser dans la maison, éd. Marabout. Décoration.
4. Margaret Sabo Wills, Une maison de rêve pour les enfants, éd. Minerva. Décoration.
5. Anna Starmer, Jeux de couleurs, éd. Eyrolles. Décoration.
6. Dominique Turbé, Je customise ma maison, éd. Hachette. Décoration.

#### Guides
1. Le Guide Matthieu des associations, Firts éditions.
2. Guide pratique des associations loi 1901, éd. d'Organisations.

#### Voyages
1. Santo Cilauro, Tom Gleisner et Rob SitchJetlag, Travel Guide: La Molvanie, traduit par Nicolas Richard, éd. Flammarion.
2. Fabrice Gaignault (texte) et Catherine Henriette (photographies), Éthiopie : Itinérances, éd. Place des Victoires. Journal de voyage.
3. Teresa Perez (textes) et Tibor Bognar (photographies), Japon : Visages de la métamorphoses, éd. Vilo (octobre).
4. Christian Vallée, Dimanche à Cuba, éd. Hermé. Recueil de photographies.
5. Nicolas Vanier, L'Odyssée sibérienne, éd. du chêne. Le récit de sa traversée de 8 000 km du Grand Nord sibérien.
6. Jean-Pierre Xiradakis, Pierre Chavot (textes) et Patrick Cronenberger (photographies), Bordeaux, l'héritière, éd. Féret (octobre), coll. Beaux Livres.

### Récits
1. Tonino Benacquista et Jacques Tardi (illustrations), Le Serrurier volant, éd. Gallimard.
2. Alessandro Baricco (italien), Homère, Iliade, traduit par Françoise Brun, éd. Albin Michel.
3. Bernard du Boucheron, Coup-de-Fouet, éd. Gallimard.
4. Anne Godard, L'Inconsolable, éd. de Minuit.
5. Marie Nimier, Vous dansez ?, éd. Gallimard, janvier.
6. Alexis Salatko, Horowitz et mon père, éd. Fayard, décembre.
7. Isabella Santacroce (italienne), Zoo, éd. Fazi, février.

### Romans
Quelques romans parus en 2006

#### Auteurs francophones
1. Metin Arditi (suisse) :
  1. La Pension Marguerite, Actes Sud
  2. L’imprévisible, Actes Sud
2. Georges-Jean Arnaud, Hyacinthe et Narcisse Roquebère enquêtent, Tome 1 : L'Homme au fiacre, Le Rat de la Conciergerie, La Congrégation des assassins, éd. L'Atalante, coll. Insomniaques et ferroviaires.
3. Stéphane Audeguy, Fils unique, éd. Gallimard – prix des Deux-Magots 2007.
4. Muriel Barbery, L'Élégance du hérisson, éd. Gallimard – prix des libraires 2007.
5. Étienne Barilier, Ma seule étoile est morte, éd. Zoé.
6. Philippe Besson, L'Enfant d'octobre, éd. Grasset.
7. Françoise Chandernagor, La Voyageuse de nuit, éd. Gallimard. Roman sur le thème du cancer et du souvenir.
8. Bernard Chapuis, Vieux Garçon, éd. Stock.
9. Isabelle Desesquelles, La Vie magicienne, éd. Julliard
10. Jean Echenoz, Ravel, Les Éditions de Minuit
11. Claire Faÿ, Cahier de gribouillages pour les adultes qui s'ennuient au bureau
12. Laurent Gaudé, Eldorado, Actes Sud
13. Patrick Grainville, La Main blessée, éd. du Seuil
14. Gérard Guégan, Cité Champagne, esc. i, appt. 289, 95-Argenteuil, éd. Grasset.
15. Nancy Huston, Lignes de faille.
16. Blandine Le Callet, Une pièce montée (premier roman), éd. Stock, prix Edmée-de-La-Rochefoucauld 2006.
17. Jonathan Littell (américain), Les Bienveillantes, éd. Gallimard.
18. Jean Meckert, L'Homme au marteau, éd. Joëlle Losfeld, février.
19. Amélie Nothomb, Journal d'Hirondelle.
20. Katherine Pancol, Les Yeux jaunes des crocodiles.
21. Julien Péluchon, Formications, Éditions du Seuil, coll. « Fiction & Cie ».
22. Romain Sardou, Personne n'y échappera, éd. XO.
23. Fred Vargas, Dans les bois éternels.
24. Tanguy Viel, Insoupçonnable, Éd. de Minuit.
25. Antoine Vitkine, La Tentation de la défaite, Éd. de la Martinière.
26. Dominique Fernandez, Jérémie ! Jérémie !, éd. Grasset.

#### Auteurs traduits
1. James Graham Ballard (anglais), Millénaire mode d'emploi, éd. Tristram.
2. Jaume Cabré (catalan), L'ombre de l'eunuque, éd. Christian Bourgois.
3. Harlan Coben (américain), Innocent, éd. Feryane.
4. J.M. Coetzee (sud-africain), L'Homme ralenti, éd. Le Seuil.
5. Duong Thu Huong (vietnamienne), Terre des oublis, traduit par Phan Huy Duong, éd. Sabine Wespieser, janvier.
6. Lucía Etxebarria, Aime-moi, por favor !  (édition originelle 2005), traduit par Anne Proenza et Nicolas Véron, éd. 10x18.
7. Nuala O'Faolain (irlandaise), L'Histoire de Chicago May, prix Femina étranger, 2006.
8. William Gay (américain), Twilight, MacAdam/Cage 2006 (traduit en français en 2010 aux éditions du Masque, La Mort au crépuscule)
9. Terry Goodkind (américain), L'Épée de vérité 5 : L'Âme du feu, éd. Bragelonne (éd. US 1999).
10. Haruki Murakami (japonais), Kafka sur le rivage, traduit par Corinne Atlan, éd. Belfond.
11. Khaled Hosseini (afghan), Les Cerfs-volants de Kaboul, éd. 10/18, mars.
12. Kazuo Ishiguro (japonais-anglais), Auprès de moi toujours, éd. des 2 Terres.
13. Stieg Larsson (suédois), Millénium 1 : Les Hommes qui n'aimaient pas les femmes, traduit par Lena Grumbach et Marc de Gouvenain, éd. Actes Sud, février.
14. Stieg Larsson (suédois), Millénium 2 : La Fille qui rêvait d'un bidon d'essence et d'une allumette, traduit par Lena Grumbach et Marc de Gouvenain, éd. Actes Sud, octobre.
15. Katarina Mazetti (suédoise), Le Mec de la tombe d'à côté, Gaïa Éditions.
16. Rosa Montero (espagnole), La Fille du cannibale, traduit par André Gabastou, éd. Métaillé.
17. Anne Perry (anglaise), Le Temps des armes, éd. 10/18.
18. Ruth Rendell (anglais), La 13e Marche, éd. Presses de la cité.
19. Diane Setterfield (anglaise), Le Treizième Conte, éd. Plon.
20. Lionel Shriver (américain), Il faut qu'on parle de Kevin, éd. Belfond, septembre.
21. Meg Wolitzer (américaine), L'Épouse, traduit par Johan Frederik Hel Guedj, éd. Grasset.
22. Pedro Zarraluki (espagnol), Un été à Cabrera, traduit par Laurence Villaume, éd. Plon, coll. Feux croisés, novembre.
23. James Herbert (britannique), Le Secret de Crickley Hall, traduit par Émilie Gourdet, éd. Bragelonne.

#### Livres pour la jeunesse
1. Stephenie Meyer, Tentation (saga Twilight, tome 2), éd. Hachette Roman.
2. Murielle Szac, Jean-Manuel Duvivier (illustrations), Le Feuilleton d'Hermès : La mythologie grecque en cent épisodes, éd. Bayard Jeunesse, coll. Contes. Hermès, jeune dieu de la mythologie grecque, découvre le monde à la manière d'un enfant.

#### Policiers et thrillers
1. Stieg Larsson, Millénium, tome 1 : Les Hommes qui n'aimaient pas les femmes, éd. Actes Sud, coll. Actes noirs.
2. Stieg Larsson, Millénium, tome 2 : La Fille qui rêvait d'un bidon d'essence et d'une allumette, éd. Actes Sud, coll. Actes noirs.

### Théâtre
- Valère Novarina, Lumières du corps , éd. P.O.L. Recueil d'aphorismes sur le théâtre.
- Yasmina Reza, Le Dieu du carnage
- Jean-René Lemoine, Face à la mère éd. Les Solitaires Intempestifs
- Makarand Sathe, Carrefour éd. Les Solitaires Intempestifs
- Juan Mayorga, Himmelweg éd. Les Solitaires Intempestifs
- Rodrigo García, Goya (bilingue) éd. Les Solitaires Intempestifs

## Décès
- 1er janvier : Susan Bergman, romancière américaine, 48 ans
- 2 janvier : François Terrasson, écrivain et naturaliste français, 67 ans
- 4 janvier : Irving Layton, poète canadien, 93 ans
- 25 janvier : Michèle Desbordes, romancière et poétesse française, 65 ans
- 11 février : Peter Benchley, écrivain américain, 65 ans
- 15 février : Raymond Plante, écrivain canadien, 59 ans
- 20 février : Lucjan Wolanowski, journaliste, écrivain, reporter et voyageur polonais, 86 ans
- 21 février : Guennadi Aïgui, poète russe, 71 ans
- 24 février : Octavia E. Butler, écrivain américaine de science-fiction, 58 ans
- 26 février : Tsegaye Gebre-Medhin, poète éthiopien, 71 ans
- 27 mars : Stanislas Lem, écrivain polonais de science-fiction, mort à 84 ans.
- 10 avril : Claude Esteban, poète français, 70 ans
- 10 avril : Jean Grosjean, poète français, 93 ans
- 18 avril : Bernard Delvaille, poète français, 74 ans
- 30 avril : Jean-François Revel, philosophe, écrivain et journaliste français, 82 ans
- 13 juillet : Romain Weingarten, écrivain français
- 28 juillet : David Gemmell, écrivain britannique, 57 ans
- 30 août : Naguib Mahfouz, écrivain égyptien, lauréat du prix Nobel de littérature de 1988, 94 ans
- 10 novembre : Jack Williamson, écrivain américain de science-fiction, 98 ans.
- 21 décembre : Bernard Desmaretz, poète et écrivain français, 61 ans.